# Josquin Desprez

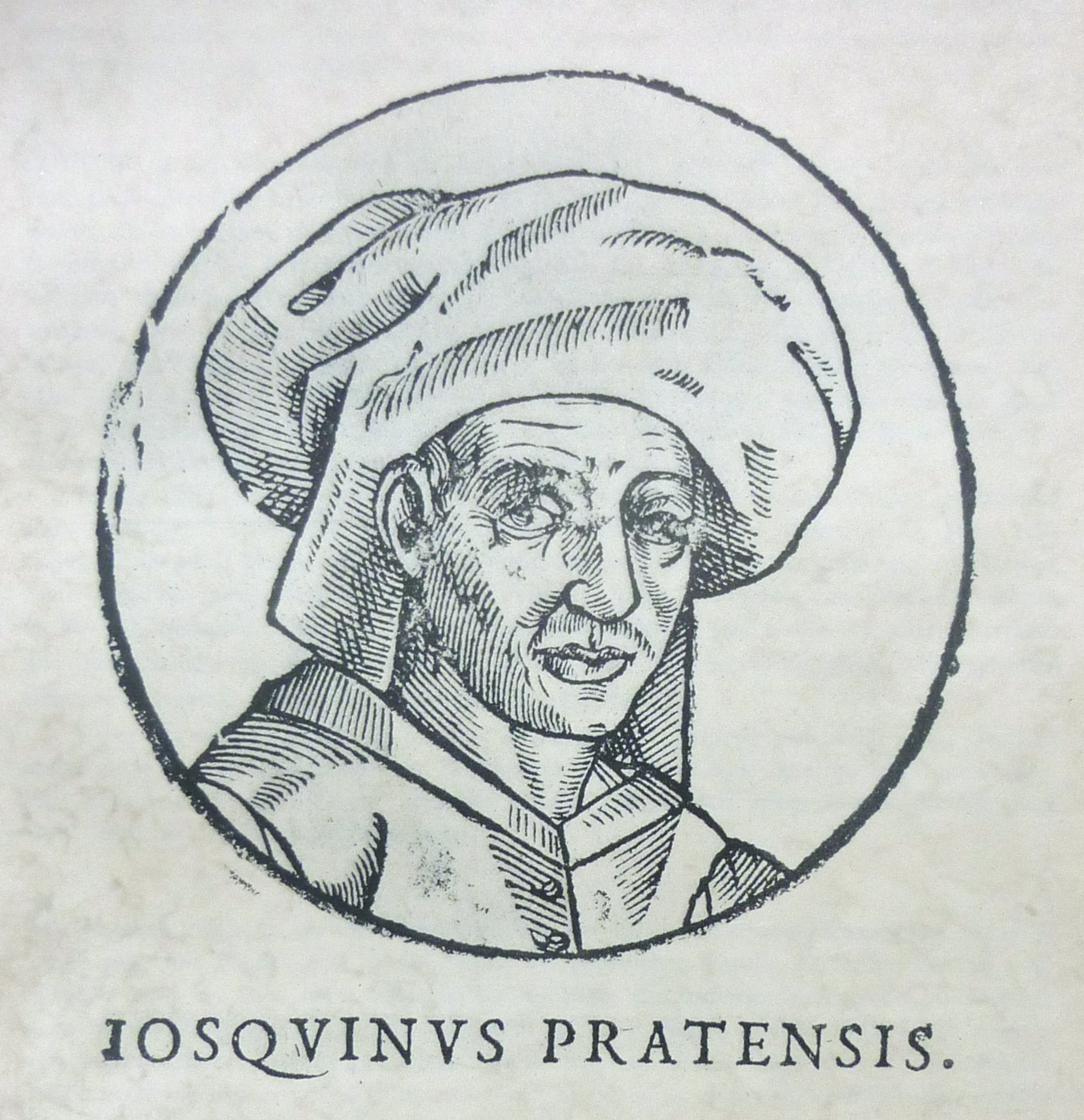
Josquin Desprez
Holzschnitt von Petrus Opmeer, 1611

Josquin Desprez, auch Josquin des Préz, Jossequin Lebloitte, Jossequin Lebloitte dit Desprez oder latinisiert Josquinus Pratensis, (* zwischen 1450 und 1455 in der Umgebung von Saint-Quentin; † 27. August 1521 in Condé-sur-l’Escaut, Frankreich) war ein franko-flämischer Komponist und Sänger der Renaissance, der die kompositorischen Techniken der Frührenaissance meisterhaft beherrschte, als bedeutendster Komponist dieser Zeit gilt und schon zu Lebzeiten ein berühmter Musiker war.

## Leben und Wirken

### Kindheit, Jugend und erste Erwachsenenjahre
Jossequin Lebloitte dit Desprez wurde um 1450 oder kurz danach als Sohn des Gossard Lebloitte dit Desprez († um 1466) und dessen Ehefrau, vielleicht Jeanne, geboren. Sein Vorname Josquin ist eine Verkleinerungsform (Diminutiv) von lateinisch Jodocus, französisch Josse. Die Häufigkeit dieses Vornamens führte in der bisherigen Musikforschung häufig zu Verwechslungen mit anderen Musikern (insbesondere mit Judocus le Francia / de Kessalia, Sänger in Mailand, ferner mit Jo. de Pratis / Johannes de Stokem, Komponist und Sänger an der päpstlichen Kapelle, oder Josquin Dor und anderen). Wenige Tage vor seinem Tod hat Josquin Desprez für den Eintrag in die Einwohnerliste von Condé-sur-l’Escaut gebeten, als aubain (Auswärtiger) geführt zu werden, weil er jenseits der „Noir Eauwe“ geboren sei (wahrscheinlicherweise die Eau Noire, streckenweise der Grenzfluss zwischen der burgundischen Provinz Hainaut (Hennegau) und dem damaligen Frankreich). Südlich der Eau Noire, nahe der Quelle der Aube, liegt das Dorf Prez, möglicherweise der Namensgeber für Josquins Herkunftsnamen.
Im Jahr 1466 setzten Josquins Onkel Gilles Lebloitte dit Desprez und seine Frau in Condé-sur-l’Escaut ihr Testament zugunsten Josquins auf, was auf den vorangegangenen Tod seines Vaters schließen lässt. Darüber hinaus ist über Josquins Jugend sowie über seine geistliche und musikalische Ausbildung nichts überliefert. Claude Hémeré, seinerzeit Kanonikus an der Kollegiatkirche von Saint-Quentin, gibt unter anderem an, dass Josquin dort als Chorknabe mitwirkte, was eine hohe Wahrscheinlichkeit für sich hat. Direkte biografische Daten fehlen jedoch für die Zeit zwischen 1466 und 1475; die musikhistorischen Forscher haben hier bestenfalls begründete Vermutungen, z. B. auf Grund der Erwähnung Josquins in der Musiker-Motette Omnium bonorum plena von Loyset Compère, geschrieben vielleicht 1468 oder 1472 für die Kathedrale von Cambrai, auf jeden Fall aber vor dem Tod von Guillaume Dufay (1474), wo Josquin in einer Reihe mit Antoine Busnoys, Johannes Ockeghem, Johannes Tinctoris, Johannes Regis und Guillaume Dufay genannt wird – ein Zeichen, dass er sich, vielleicht schon seit 1468, einer hohen Wertschätzung unter seinen Kollegen erfreute.
Durch eine Reihe von vermutlich frühen Werken Josquins wird eine enge Beziehung von ihm zu Johannes Ockeghem nahegelegt: Dessen Chanson D’ung aultre amer werden von Josquins gleichnamiger Messe und Sanctus benutzt, und Josquins Motetten Alma redemptoris mater / Ave regina caelorum beginnen mit einem Zitat aus Ockeghems Alma redemptoris mater. Dennoch ist Josquins Bezug zu Ockeghem nicht wirklich geklärt; dass er sein Schüler gewesen sei, wie lange Zeit öfters behauptet, ist bisher absolut unbewiesen. Auf Ockeghems Tod schrieb Josquin nach 1497 die Nänie (Trauergesang) Nymphes des bois / Requiem aeternam.
Spätestens seit Anfang 1475, dokumentarisch belegt im April 1477, diente Josquin als Sänger in der Hofkapelle des kunstsinnigen Herzogs René von Anjou (1409–1480), der als Maler und Dichter aktiv war, in Aix-en-Provence. Auch für 1478 gibt es einen entsprechenden Beleg. Sollte Josquin dem Herzog bis zu dessen Tod 1480 gedient haben, könnte er zusammen mit der Hofkapelle anschließend in den Dienst von König Ludwig XI. von Frankreich (Regierungszeit 1461–1483) in die Sainte-Chapelle in Paris übernommen worden sein, weil die Herzogtümer Anjou und Bar als „erledigte Lehen“ betrachtet wurden und an die französische Krone fielen.
König Ludwig erlitt im September 1481 einen Schlaganfall und ließ in der Folgezeit (bis zu seinem Tod 1483) in der Sainte-Chapelle des Palasts täglich um sieben Uhr morgens eine von ihm gestiftete Messe von acht Sängern der übernommenen Kapelle des Herzogs singen, wobei gut möglich ist, dass Josquin hier mitwirkte. Auch wurde Josquins Motette „Misericordias Domini in aeternam cantabo“ offensichtlich für den erkrankten König geschrieben; dieser ließ den Text auf fünfzig riesige Pergamente schreiben und in den Räumen seiner Residenz im Schloss Plessis-lès-Tours aufhängen. Am königlichen Hof bestanden für Josquin außerdem Kontaktmöglichkeiten zu etlichen bedeutsamen Personen: zu dem schon erwähnten Johannes Ockeghem, zu dem Dichter Guillaume Crétin (um 1460/70–1525), dem Textdichter der erwähnten Musiker-Motette „Omnium bonorum plena“, und vielleicht zu dem burgundischen Hofdichter und Historiografen Jean Molinet (1435–1507), dem Textdichter der erwähnten Trauermotette (Nänie). Zu bedenken ist auch, dass in dieser Zeit Johannes Ockeghem der einzige in der königlichen Hofkapelle dienende Komponist war und deshalb eine zentrale Bezugsperson für den jüngeren Josquin gewesen ist.

### Aufenthalt in Rom
Vor Ostern 1483 hielt sich der Komponist in Condé-sur-l’Escaut auf, um die Erbschaft seines Onkels anzutreten und die Verwaltung des geerbten Grundbesitzes zu organisieren. Bei dieser Gelegenheit begrüßte ihn das Kapitel der dortigen Kirche Notre-Dame de Condé mit einem Weingeschenk, weil es Josquins erste Rückkehr nach dem Krieg 1477–1483 zwischen Frankreich und dem habsburgischen Burgund war. Dies deutet auf eine schon länger bestehende Verbindung zwischen Josquin und dem Kapitel dieser Kirche hin. Etwa 1483 oder 1484, nach dem Tod von König Ludwig XI., ging Josquin nach Italien und ist im Haushalt des mächtigen, luxusliebenden und kunstsinnigen Kardinals Ascanio Sforza (1455–1505) in Mailand nachweisbar, wo er sich in einem brieflichen Gesuch wegen seiner Pfründe in Frankreich als capellanus et familiaris continuus commensuralis bezeichnet – ein begehrter Status wegen der damit meistens verbundenen Befreiung von Steuern und Militärdienst. Unklar ist nur, ob er in Frankreich angeworben wurde, wie früher seine Kollegen Loyset Compère, Gaspar van Weerbeke und Johannes Martini, oder ob er bemerkenswerterweise von sich aus nach Italien auf Stellensuche ging.
Kardinal Ascanio übersiedelte im August 1484 nach Rom und Josquin schloss sich ihm als Mitglied seines Hauses an. Hier fungierte Ascanio als Mailänder Verbindungsmann am päpstlichen Hof und wurde zu einem Mittelpunkt des gesellschaftlichen und künstlerischen Lebens. Josquin wirkte in Rom ab Juni 1486 bei dem Chor der päpstlichen Kapelle mit, war dort nachweislich anwesend von September 1486 bis Januar 1487, im September 1487 und von Juni 1489 vielleicht sogar bis 28. Februar 1495, wobei unter anderen die Komponisten Gaspar van Weerbeke und Marbriano de Orto seine Kollegen gewesen sind. Auch lernte er hier den Dichter Serafino de’ Ciminelli dall’Aquila (1466–1500) kennen, der von August 1484 bis zum Jahr 1491 ebenfalls im Dienst von Kardinal Ascanio stand. Serafino trug seine eigenen Werke improvisierend zur Laute vor und schrieb in dieser Zeit sein Sonett Ad Iusquino suo compagno musico d’Ascanio, mit deutlichem Bezug zu Josquin. Indirekt lobte Serafino seinen Kollegen mit der überlieferten Aufforderung, er möge dem Himmel dankbar sein für seinen „sublime ingegno“ (~Erfindungsreichtum) und seine „virtù“ (Tugend).

### Aufenthalt in Mailand
Während dieser Zeit, schon vor 1485, plante Josquin, die Dienste Ascanios zu verlassen, und wird in einem späteren Beleg vom 11. Februar 1489 als Sänger in der Hofkapelle des Mailänder Herzogs Gian Galeazzo Sforza (1469–1494) bezeichnet, offenbar nur eine vorübergehende Mitwirkung. In dieser Zeit entstand wahrscheinlich Josquins Kontakt zu dem Komponisten, Kapellmeister und Musiktheoretiker Franchino Gaffori (1451–1522), seit 1484 Domkapellmeister in Mailand, der ihn in seiner Schrift Anglicum ac divinum opus musice erwähnt. Im Juni 1489 wird Josquin offizielles Mitglied der päpstlichen Sängerkapelle und wird dort in den Mandati Camerali (Haushaltslisten) bis April 1494 geführt. Diese Listen fehlen für die Jahre 1495 bis 1500, und danach ist Josquin nicht mehr aufgeführt. Er weilte Anfang 1495 vielleicht noch in Rom und bemühte sich, wie andere Komponisten auch, energisch um Pfründen, und zwar fast nur in seiner Heimatdiözese Cambrai, teilweise mit Hilfe von Rechtsstreitigkeiten. So sind Verhandlungen um Pfründen in Saint-Aubin, in Saint-Omer, Saint-Ghislain, Kirchen bei Frasnes sowie von Saint-Géry in Cambrai belegt. Es ist jedoch unsicher, ob der Komponist tatsächlich in den Genuss dieser Benefizien gekommen ist. Er hat in Rom jedoch eine ganz besondere Spur hinterlassen: Es befinden sich in der Wand der Sängerkanzel (Cantoria) der Sixtinischen Kapelle aus der Zeit vom 15. bis 18. Jahrhundert verschiedene Namen eingeritzt; hier befindet sich auch „Josquinus“ – vielleicht von eigener Hand?

### Späte Jahre
Nach seiner Zeit in Rom hatte Josquin möglicherweise eine Beziehung zum burgundischen Hof von Philipp dem Schönen, weil er diesem im Jahr 1495 ein Exemplar seines Stabat mater zuschickte. Vielleicht war auch der Kontakt zu Kardinal Ascanio nie abgerissen, worauf ein Brief des Mantuanischen Bischofs Ludovico Gonzaga vom Dezember 1498 hindeutet, in dem dieser schreibt, er habe Ascanios Diener Juschino ein Rudel Jagdhunde für den Kardinal als Geschenk nach Rom mitgegeben, woraufhin sich der Beschenkte im Februar 1499 bei Isabella d’Este in Mantua für das Rudel bedankte, das ihm Juschino nostro servitore überbracht habe. Es ist lediglich unsicher, ob dieser Juschino tatsächlich Josquin Desprez gewesen ist. Sehr wahrscheinlich ist aber, dass der Komponist nach Ausscheiden aus der päpstlichen Kapelle, zumindest für 1501 bis 1503, an die Hofkapelle des französischen Königs Ludwig XII. († 1515) wechselte.
Der Komponist Johannes Ghiselin war seit 1501 ebenfalls Mitglied dieser Hofkapelle, und nach Zeugnis von Belegen wurde er zusammen mit Josquin im Jahr 1503 zur Hofkapelle von Herzog Ercole I. d’Este nach Ferrara abgeworben. Herzog Ercole war seit dem Tode des Johannes Martini 1497 auf der Suche nach einem neuen Kapellmeister und hatte mit Hilfe seines Agenten Girolamo da Sestola (genannt „Coglia“) und seines Sohnes Alfonso d’Este nach einem diplomatischen Treffen mit Ludwig XII. nach Kandidaten in Frankreich gesucht und vielleicht schon gezielt mit Josquin verhandeln lassen. Ein anderer Agent Ercoles, Gian de Artiganova, suchte in Savoyen Sänger für Ercoles Hofkapelle und konnte von dort Heinrich Isaac als möglichen Kandidaten für die Leitung der Kapelle benennen. Es kam zu brieflichen Rückmeldungen der Agenten an den Herzog über die Qualitäten der gefundenen Kandidaten und schließlich zu dem denkwürdigen Brief Gians vom 2. September 1502, in dem er, nach erfolgter Begutachtung einer Probekomposition Isaacs, beide Komponisten und deren Qualitäten vergleicht. Hier heißt es unter anderem:
„Ich muss Euer Gnaden mitteilen, dass Isaac der Sänger in Ferrara gewesen ist und eine Motette über eine ‚La mi la sol la sol la mi‘ betitelte Fantasie geschrieben hat; diese ist sehr gut, und er schrieb sie in zwei Tagen. Daraus kann man nur schließen, dass er sehr schnell in der Kunst der Komposition ist; im übrigen ist er gutartig und umgänglich. … er hat sich die Zeit von einem Monat für die Antwort ausbedungen, ob er dienen will oder nicht. Wir haben … ihm 10 Dukaten pro Monat versprochen … Mir scheint er gut geeignet, Euer Gnaden zu dienen, besser als Josquin, weil er zu seinen Musikern von liebenswürdigerem Wesen ist und öfter neue Werke komponieren will. Dass Josquin besser komponiert, ist richtig, aber er komponiert, wenn er es will und nicht, wenn man es von ihm erwartet, und er verlangt 200 Dukaten als Lohn, während Isaac für 120 kommen will …“.
Herzog Ercole akzeptierte letztlich die erkennbare Rolle des großen, wenn auch etwas schwierigeren Komponisten, entschied sich für Josquin und bewilligte ihm das geforderte, außerordentlich hohe Gehalt.
Josquin und Ghiselin wurden offenbar in Paris angeworben, reisten zusammen mit dem Agenten Coglia in einer prächtigen, mit fünf Pferden bespannten Equipage und machten am 12. April 1503 in Lyon Station, wo sich Ludwig XII. und Philipp der Schöne mitsamt deren Hofkapellen aufhielten. Josquin war aber am 28. April noch nicht in Ferrara eingetroffen, woraufhin Herzog Ercole an seinen Botschafter in Frankreich schrieb: „… de hora in hora io expectamo cum desiderio“.
Die erste Gehaltszahlung erhielt Josquin am 13. Juni 1503, und am 5. Juli wird er als Kapellmeister bezeichnet. Die letzte derartige Zahlung erfolgte jedoch schon am 22. April 1504, weil der Komponist seine glänzende Stellung merkwürdigerweise schon nach weniger als einem Jahr aufgegeben hatte. Die einzige Erklärung hierfür ist seine Flucht vor der Pest, die im Juli 1503 in Ferrara ausgebrochen war und auch zum Wegzug des Hofs im September 1504 führte. Josquins Nachfolger Jacob Obrecht blieb in Ferrara und fiel der Pest im Sommer 1505 zum Opfer.
Josquin Desprez war nach einer Reise von über tausend Kilometern bereits am 3. Mai 1504 an seiner früheren Wirkungsstätte Condé-sur-l’Escaut eingetroffen, nachdem ihn das dortige Kapitel zum Propst gewählt hatte; er wird als monsieur le prevost messire Josse des pres bezeichnet. Die dortige Stellung war für den ehemaligen Kapellmeister nicht nur wegen seines dortigen Haus- und Grundbesitzes attraktiv, sondern noch mehr wegen der guten Personalausstattung der Kirche und der Qualität der dortigen Musikausübung, die nur noch von der Kathedrale in Cambrai und von Saint-Vincent in Soignies übertroffen wurde. Der Propst hatte hier (nach einer Aufstellung aus dem Jahr 1523) die weltliche Macht im Kirchensprengel inne und war der Vorgesetzte des Dekans, des Schatzmeisters, von 25 Kanonikern, 18 Kaplänen, 16 Vikaren und sechs Chorknaben, dazu einigen Priestern ohne Pfründe; in den aufwändig gestalteten Gottesdiensten wirkte in der Regel ein Chor aus den Vikaren und Chorknaben mit, so dass bis zu 22 musikgeübte Stimmen zur Verfügung waren und bis zu sechsstimmige Werke aufgeführt werden konnten.
In dieser Stellung wirkte Josquin 17 Jahre lang bis zu seinem Lebensende. Über diesen letzten Zeitraum seines Lebens gibt es kaum noch wichtige Nachrichten, von wenigen kirchenrechtlichen Transaktionen abgesehen. So teilte das Kapitel in Condé dem Hof der burgundischen Regentin Margarete von Österreich am 23. Mai 1508 mit, dass sich Josquin guter Gesundheit erfreue, nachdem man dort erfahren hatte, dass Josquins Vorgänger als Propst, Pierre Duwez, am 20. Mai verstorben war; diese Verwechslung zeigt, dass Josquin am burgundischen Hof kaum bekannt war. Ein Jahr später bat die gleiche Regentin Josquin darum, Jehan Lommel, Kaplan Philipps des Schönen, als Dekan in seine Kollegiatkirche aufzunehmen. Von 1508 bis 1509 bemühte sich das Kapitel der Kathedrale von Bourges ohne Erfolg, „Dominus Josquin“ als Meister der Kapellknaben zu engagieren. Der Komponist verhandelte im Mai 1509 mit der römischen Kurie wegen eines Benefiziums in Arras und im Januar 1513 wegen eines Benefiziums in Tournai. Am 23. August 1521 suchten Beamte der Stadt Condé Josquin auf, um die Rechtmäßigkeit seines Anspruchs zu überprüfen, gewisse Rechte zu vererben, woraufhin Josquin den oben erwähnten Einwand vorbrachte, dass er aus den angegebenen Gründen in der Einwohnerliste als „Auswärtiger“ geführt werden müsse.
Wenige Tage später starb der Komponist. Er vermachte der Kirche Notre-Dame seines Wohnorts ein Haus sowie Grundbesitz in Condé mit der Auflage, daraus die Kosten für verschiedene Gedächtnisgottesdienste zu finanzieren, nämlich an allen Abenden Marianischer Festtage und an Samstagen das Salve Regina zu feiern sowie während der allgemeinen Prozessionen vor seinem Haus am Marktplatz seine Motette Pater noster / Ave Maria zu singen. Josquin wurde vor dem Hochaltar der Kollegiatkirche in Condé-sur-l’Escaut beigesetzt. Diese Kirche und damit auch sein Grab wurden jedoch nach der französischen Revolution 1793 in dem Koalitionskrieg gegen Frankreich zerstört.

## Bedeutung
Das umfangreiche Gesamtwerk von Josquin Desprez lässt sich in seiner Zeit nur mit dem Schaffen von Heinrich Isaac vergleichen. Es umfasst 19 vollständige Messen, einige einzelne Ordinariumssätze, etwa 90 Motetten, 70 weltliche Werke und einige Instrumentalkompositionen. Von den etwa 60 fünf- und sechsstimmigen Motetten, die unter Josquins Namen überliefert sind, gelten heute nur 15 als echt und die übrigen drei Viertel als zweifelhaft oder unecht; bei den vierstimmigen Werken sind es 38 echte gegen 68 zweifelhafte oder unechte.
Josquin gilt als überragender Meister der souveränen Beherrschung der kontrapunktischen Kompositionskunst und steht damit unbestritten an der Spitze aller Komponisten im Zeitraum des letzten Viertels des 15. Jahrhunderts bis zum ersten Viertel des 16. Jahrhunderts. Die Zeit seines Komponierens reicht von den Jahren 1470/1475 bis etwa 1515/1520, und er hat dabei nie einen genau umgrenzten und technisch beschreibbaren „Personalstil“ entwickelt. Bei ihm stehen chronologisch definierbare Stilphasen und Gattungsstile, bei Werken für spezielle Anlässe auch Werkstile nebeneinander; auch lassen sich stilistisch und technisch ganz verschiedene Werke genau derselben Zeit zuordnen. Aus diesem Grund bestehen für die stilkritische Datierung seiner Werke teilweise große Schwierigkeiten. Paradebeispiel für diesen Sachverhalt ist das eine Jahr von Sommer 1503 bis Frühjahr 1504 in Ferrara, in dem so extrem unterschiedliche Werke wie die Missa Hercules Dux Ferrariae, die Motette Miserere mei Deus und die Motette Virgo salutiferi entstanden sind.
In Josquins Messen entfaltet sich vor allem die konstruktive Phantasie des Komponisten zu repräsentativen, aber auch intim durchgearbeiteten Großformen. In der Motette fordert der jeweils individuelle Text die jeweils individuelle Umsetzung, zugleich aber, schon aus Gründen der Verbindlichkeit, die Rückbindung an ganz unterschiedliche Text- und Kompositionsgattungen, woraus sich ein unterschiedliches Verhältnis zur Tradition ergibt.
Wenn bei der Missa Pange lingua die Verschmelzung von Ausdrucksintensität und Ausdrucksfülle, Durchsichtigkeit und Strenge der Konstruktion höchste Bewunderung verdienen, waren es vor allem die Motetten über Bibeltexte wie „Planxit autem David“, „De profundis“, „Miserere mei“ oder „Memor est tui“, in denen Josquin mit Mitteln wie Biciniumbildung, Chorspaltung und Durchimitation, zum Teil kombiniert mit den bekannten Kontrapunkt-Techniken und mit dem Wechsel polyphoner und homophoner Abschnitte unter Berücksichtigung des engen Wort-Ton-Verhältnisses, des Affektgehalts des Textes und des Deklamationsprinzips den entscheidenden Impuls für ein neues ausdruckshaftes Klang- und Stilideal gegeben hat (Friedhelm Brusniak, Arolsen, im Artikel Josquin des Prez des Großen Lexikon der Musik).
Seine besondere Fähigkeit, einen Text „zum Sprechen zu bringen“, wurde schon von den Zeitgenossen gerühmt und zeigt sich in der Erfindung prägnanter, meist ganz kurzer Motive aus der emphatischen, affektiven und abbildenden Deklamation des Textes heraus, auch in der Kontrastierung von Durchführungen solcher Motive, in einer akkordisch-syllabischen Tutti-Deklamation, in emphatischen Wiederholungen von Wörtern oder Satzteilen mit derselben Musik oder steigernd mit neuer Musik in der abrundenden Wiederholung (Reprise) von Satzanfängen. Josquin hat, am auffälligsten in den Messen, am hartnäckigsten vielleicht in den Chansons, immer wieder dasselbe Problem oder nah verwandte Probleme aufgegriffen, um sie auf verschiedene Weise und manchmal auch mit wachsendem Erfolg zu lösen, was vielleicht als Ausdruck eines Arbeits- oder Werk-Ethos verstanden werden kann. Dies spiegelt sich auf andere Weise in der bekannten Überlieferung wider, dass der Komponist ein Werk oft jahrelang zurückgehalten und an ihm gefeilt hat, bis er es an die Öffentlichkeit brachte (sinngemäße Übersetzung einer lateinischen Aussage von Heinrich Glarean in seinem Dodekachordon, Basel 1547, Seite 363).
Das Fundament für den Ruhm von Josquin Desprez wurde vom Buchdrucker und Verleger Ottaviano dei Petrucci gelegt, und er profitierte von diesem Ruhm. Kein anderer Komponist wurde in den Drucken seines Verlags so ausgiebig berücksichtigt und so demonstrativ herausgestellt. Dies bestätigt auch der Band Misse Josquin aus dem Jahr 1502 als erster Druck der Musikgeschichte, der nur Werke eines einzelnen Komponisten enthält. Erst durch die Chanson-, Messen- und Motettendrucke Petruccis, ihre Neuauflagen und Nachdrucke durch die italienische, zum kleinen Teil auch durch die französische Druckindustrie bis ins letzte Drittel des 16. Jahrhunderts, auch durch die Josquin-Rezeption und seine „Pseudo-Rezeption“ der protestantischen Drucker im deutschen Sprachraum wurde Josquin zum unangefochten berühmtesten und verbreitetsten Komponisten seiner Generation.
In Josquin fand „die entscheidende, mit der Bewegung des Humanismus zusammenhängende Tendenz zur Ausdrucksgestaltung und Symbolistik, die Überwindung des mittelalterlichen Rationalismus zugunsten einer Vermenschlichung der Musik ihren größten, bahnbrechenden Repräsentanten“ (Helmuth Osthoff, Würzburg, im Artikel Josquin des Prez des Großen Lexikon der Musik). Damit markiert sein Schaffen in besonderer Weise den Beginn der musikalischen Neuzeit.

## Werke

### Gesamtausgaben
- Werken van Josquin des Prés. Herausgegeben von Albert Smijers (bis 1957), fortgeführt von M. Antonowycz (ab 1958) und W. Elders (ab 1965). Amsterdam / Leipzig 1921–1927, Leipzig 1929–1942, Amsterdam 1948–1969 (AGA)
- Josquin des Prez. New Edition of the Collected Works / The Collected Works of Josquin des Prez. Herausgegeben von W. Elders und anderen. Utrecht [1988] (Kurztitel: New Josquin Edition [NJE]).

### Werke mit gesicherter Echtheit
- Messen
  - Missa ad fugam zu vier Stimmen
  - Missa „Ave maris stella“ zu vier Stimmen (Rom, 1486–1495)
  - Missa de Beata virgine zu vier bis fünf Stimmen
  - Missa di dadi zu vier Stimmen
  - Missa „D’ung aultre amer“ zu vier Stimmen (Mailand, 1483/85)
  - Missa „Faisant regretz“ zu vier Stimmen
  - Missa „Fortuna desperata“ zu vier Stimmen
  - Missa „Gaudeamus“ zu vier Stimmen
  - Missa „Hercules Dux Ferrariae“ zu vier Stimmen (Ferrara, 1503/04)
  - Missa „La sol fa re mi“ zu vier Stimmen
  - Missa „L’ami Baudichon“ zu vier Stimmen
  - Missa „L’homme armé“ sexti toni zu vier Stimmen
  - Missa „L’homme armé super voces musicales“ zu vier Stimmen
  - Missa „Malheur me bat“ zu vier Stimmen
  - Missa „Mater patris“ zu vier Stimmen
  - Missa „Pange lingua“ zu vier Stimmen (Condé, nach 1514)
  - Missa sine nomine zu vier Stimmen
  - Missa „Une Mousse de Biscaya“ zu vier Stimmen
- Messenteile
  - Credo „Chascun me crie“ („Des rougesnes“) zu vier Stimmen
  - Credo „De tous biens playne“ zu vier Stimmen
  - Credo de vilaige (vilayge) (I) zu vier Stimmen
  - Credo de vilaige (vilayge) (II) zu vier Stimmen
  - Credo de vilaige (vilayge) (III) zu vier Stimmen
  - Gloria de Beata Virgine zu vier Stimmen
  - Sanctus de passione zu vier Stimmen
  - Sanctus „D’ung aultre amer“ zu vier Stimmen
- Motetten
  - „Alma redemptoris mater“ zu vier Stimmen, 2. Teil: „Tu quae genuisti“
  - „Alma redemptoris mater“ / „Ave Regina caelorum“ zu vier Stimmen, 2. Teil: „Tu quae genuisti“ / „Gaude Virgo gloriosa“
  - „Ave Maria […] benedicta tu“ zu vier Stimmen
  - „Ave Maria […] benedicta tu“ zu sechs Stimmen
  - „Ave Maria […] virgo serena“ zu vier Stimmen (Mailand 1484/85)
  - „Ave mundi spes, Maria“ zu vier Stimmen (unvollständig überliefert), 2. Teil: „Ave gemma“, 3. Teil: „O castitatis lilium“
  - „Ave nobilissima creatura“ zu sechs Stimmen, Cantus firmus: „Benedicta tu“, 2. Teil: „Tibi, domina gloriosa“
  - „Ave verum corpus natum“ zu zwei bis drei Stimmen, 2. Teil: „Cuius latus perforatum“ zu zwei bis drei Stimmen, 3. Teil: „O dulcis, o pie Jesu“ zu drei Stimmen
  - „Benedicta es, caelorum regina“ zu sechs Stimmen, 2. Teil: „Per illud ave“ zu zwei Stimmen, 3. Teil: „Nunc mater exora“ zu sechs Stimmen
  - „Christi, fili Dei“ zu vier Stimmen (7. Teil des Zyklus „Vultum tuum“, separat überliefert)
  - „Christum ducem, qui per crucem“ zu vier Stimmen (6. Teil des Zyklus „Qui velatus facie fuisti“, separat überliefert und vielleicht auch separat komponiert)
  - „De profundis clamavi“ zu fünf Stimmen
  - „Domine, ne in furore tuo“ zu vier Stimmen, 2. Teil: „Cor meum conturbatum est“
  - „Domine, non secundum peccata nostra“ zu zwei Stimmen (für Rom), 2. Teil: „Domine, ne memineris“ zu zwei Stimmen, 3. Teil: „Quia pauperes“ zu vier Stimmen, 4. Teil: „Adjuva nos, Deus“ zu vier Stimmen
  - „Ecce, tu pulchra es, amica mea“ zu vier Stimmen
  - „Factum est autem“ zu vier Stimmen, 2. Teil: „Qui fuit Heli“, 3. Teil: „Qui fuit Obed“
  - „Gaude virgo, mater Christi“ zu vier Stimmen
  - „Homo quidam fecit cenam magnam“ zu fünf Stimmen, 2. Teil: „Venite, comedite“
  - „Honor, decus, imperium“ zu vier Stimmen
  - „Honor et benedictio“ zu vier Stimmen (Schluss des 3. Teils des Zyklus „Qui velatus facie fuisti“, als Elevationsmotette)
  - „Huc me sydereo descendere jussit Olympo“ zu fünf bis sechs Stimmen, Cantus firmus: „Plangent eum“, 2. Teil: „Felle sitim magni regis“
  - „Illibata Dei virgo nutrix“ zu fünf Stimmen, Cantus firmus: „La mi la“, 2. Teil: „Ave virginum decus hominum“
  - „In amara crucis ara“ (Stimmenzahl nicht angegeben; 4. Teil des Zyklus „Qui velatus facie fuisti“, separat überliefert)
  - „In exitu Israel de Aegypto“ zu vier Stimmen, 2. Teil: „Deus autem noster“, 3. Teil: „Dominus memor fuit“
  - „In illo tempore assumpsit Jesus duodecim disciplus“ zu vier Stimmen
  - „Iniquos odio habui“ zu vier Stimmen (nur Tenor erhalten)
  - „In principio erat Verbum“ zu vier Stimmen, 2. Teil: „Fuit homo missus“, 3. Teil: „Et verbum caro factum est“
  - „Inviolata, integra et casta es, Maria“ zu fünf Stimmen, 2. Teil: „Nostra et pura pectora“, 3. Teil: „O benigna“
  - „Liber generationis Jesu Christi“ zu vier Stimmen, 2. Teil: „Salomon autem“ zu drei Stimmen, 3. Teil: „Et post transmigrationem“ zu vier Stimmen
  - „Memor esto verbi tui“ zu vier Stimmen, 2. Teil: „Portio mea, Domine“
  - „Mente tota tibi supplicamus“ zu vier Stimmen
  - „Miserere mei Deus“ zu fünf Stimmen (Ferrara, 1504/05), 2. Teil: „Audi, auditui meo“, 3. Teil: „Domine, labia mea“
  - „Misericordias Domini in aeternum cantabo“ zu vier Stimmen (Frankreich, 1480/83), 2. Teil: „Quoniam est Dominus suavis“, 3. Teil: „Miserere nostri, Domine“
  - „Missus est Gabriel angelus ad Mariam Virginem“ zu vier Stimmen
  - „Mittit ad Virginem“ zu vier Stimmen, 2. Teil: „Accede, nuntia“
  - „Monstra te esse matrem“ zu vier Stimmen
  - „O admirabile commercium“ (Zyklus von 5 Motetten), 2. Teil: „Quando natus es“, 3. Teil: „Rubum quem viderat Moyses“, 4. Teil: „Germinavit radix Jesse“, 5. Teil: „Ecce Maria genuit“
  - „O bone et dulcissime Jesu“ zu vier Stimmen, 2. Teil: „Si ego commisi“
  - „O Domine Jesu Christe“ zu vier Stimmen (5-teiliger Passionszyklus, dessen Teile alle mit derselben Anrufung beginnen)
  - „[O] intemerata virgo“ zu vier Stimmen (3. Teil des Zyklus „Vultum tuum“, separat überliefert)
  - „O Maria, nullam tam gravem“ zu vier Stimmen (4. Teil des Zyklus „Vultum tuum“, separat überliefert)
  - „Ora pro nobis virgo sine termino“ zu vier Stimmen (6. Teil des Zyklus „Vultum tuum“, separat überliefert)
  - „O virgo prudentissima“ zu sechs Stimmen, Cantus firmus: „Beata mater et intacta virgo“, 2. Teil: „Audi, audi, virgo puerpera“
  - „O virgo virginum“ zu sechs Stimmen, 2. Teil: „Filiae Jerusalem“
  - „Pater noster, qui es in caelis“ zu sechs Stimmen (Condé, 1505–1521), 2. Teil: „Ave Maria“
  - „Per illud ave prolatum“ zu zwei Stimmen (2. Teil von „Benedicta es“, separat überliefert)
  - „Planxit autem David“ zu vier Stimmen, 2. Teil: „Montes Gelboae“, 3. Teil: „Sagitta Jonathae“, 4. Teil: „Doleo super te“
  - „Praeter rerum seriem“ zu sechs Stimmen, 2. Teil: „Virtus sancti spiritus“
  - „Qui habitat in adiutorio altissimi“ zu vier Stimmen, 2. Teil: „Non accedat ad te“
  - „Qui velatus facie fuisti“ zu vier Stimmen (6-teiliger Passionszyklus), 2. Teil: „Hora qui ductus tertia“, 3. Teil: „In flagellis potum fellis“, 4. Teil: „In amara cricis ara“, 5. Teil: „Qui jacuisti mortuus“, 6. Teil: „Christum ducem“
  - „Salve regina“ zu vier Stimmen
  - „Salve regina“ zu fünf Stimmen (1502), 2. Teil: „Eia ergo advocata“, 3. Teil: „Et Jesum“
  - „Stabat Mater“ zu fünf Stimmen, Cantus firmus: „Comme femme desconfortée“, 2. Teil: „Eia mater, fons amoris“
  - „Tu lumen, tu splendor Patris“ zu vier Stimmen
  - „Tu solus qui facis mirabilia“ zu vier Stimmen, 2. Teil: „D’ung aultre amer“ – „Nobis esset fallacia“
  - „Ut Phoebi radiis“ zu vier Stimmen
  - „Victimae paschali laudes“ zu vier Stimmen, 2. Teil: „Dic nobis, Maria“
  - „Virgo prudentissima“ zu vier Stimmen
  - „Virgo salutiferi“ zu fünf Stimmen (Ferrara, 1504/05), Cantus firmus: „Ave Maria“, 2. Teil: „Tu potis es primae“, 3. Teil: „Nunc, caeli regina“
  - „Vultum tuum deprecabuntur“ zu vier Stimmen (7-teiliger Passionszyklus), 2. Teil: „Sancta Dei Genitrix“, 3. Teil: „Intemerata virgo“, 4. Teil: „O Maria“, 5. Teil: „Mente tota“, 6. Teil: „Ora pro nobis“, 7. Teil: „Christe, Fili Dei“
- Motetten-Chansons
  - „A la mort“ / „Monstra te esse matrem“ zu drei Stimmen
  - „Ce povre mendiant“ / „Pauper sum ego“ zu drei Stimmen
  - „Nymphes de bois“ / „Requiem aeternam“ zu fünf Stimmen (auf den Tod von Johannes Ockeghem)
  - „Nimphes [Nymphes], nappés“ / „Circumdederunt me“ zu sechs Stimmen
  - „Que vous madame“ / „In pace in idipsum“ zu drei Stimmen (teilweise Alexander Agricola zugeschrieben, mit Sicherheit von Josquin)
- Dreistimmige Chansons und andere dreistimmige weltliche Sätze
  - „A l’ombre d’ung buissonet, au matinet“ (Chanson rustique)
  - „Cela sans plus“ (Instrumentalsatz)
  - „De tous biens plaine“ (Sopran der Chanson von Hayne van Ghizeghem)
  - „En l’ombre“ (siehe oben „A l’ombre“)
  - „En l’ombre d’ung buissonet, tout au long“ (Chanson rustique)
  - „Entrée suis en grant pensée“ (Chanson rustique)
  - „Fortuna d’un gran tempo“ (Instrumentalsatz)
  - „Helas madame“ (in mehreren Quellen eine sicherlich unechte Zusatzstimme)
  - „Ile fantazies de Joskin“ (Instrumentalsatz)
  - „Je n’ose plus“ (wahrscheinlich ein Rondeau quatrain, aber Text unvollständig)
  - „Je ris et si ay larme a l’œil“ (nur 1 Zuschreibung, wohl unecht)
  - „La belle se siet“ (Text und Melodie: altfranzösisches Volkslied)
  - La Bernardina (Instrumentalsatz)
  - „La plus de plus“ (nur Text-Incipit überliefert; wohl ein Rondeau cinquain)
  - „Mon mary m’a diffamée“
  - „Quant je vous voye“ (Rondeau quatrain)
  - „Si j’ay perdu mon amy“ (Chanson rustique)
- Chansons und andere weltliche Sätze zu jeweils vier Stimmen
  - „Adieu mes amours“ (Virelai)
  - „A l’heure que je vous p. x.“ (korrumpierter Titel, wohl Instrumentalsatz)
  - „Basiés [Baisés] moy, ma doulce amye“ (Doppelkanon, Melodie einer Chanson rustique, wohl Instrumentalsatz)
  - „Belle, pour l’amour de vous“ (Tenor und Bass quasi-kanonisch, vielleicht über eine Chanson, Echtheit von 1 Autor angezweifelt)
  - „Bergerette savoyenne“ (Chanson rustique)
  - „Comment peult haver joye“ (Chanson rustique)
  - „De tous biens plaine“ (Sopran und Tenor der Chanson von Hayne van Ghizeghem, kombiniert mit zwei kanonischen Baßstimmen; Instrumentalsatz)
  - „Dulces exuviae“ (über Vergils Aeneis IV, Text identisch mit dem der textgleichen Motette von Jean Mouton)
  - „El grillo“ (Frottola)
  - „En l’ombre d’ung buissonet au matinet“ (Chanson rustique)
  - „Entrée je suis en grant pensée“ (Chanson rustique)
  - „Fama malum“ (über Vergils Aeneis)
  - „In te Domine speravi per trovar pietà“ (Frottola)
  - „Je sey bien dire“ (Bergerette?)
  - „Le villain [jaloux]“ (Chanson rustique?)
  - „Plus nulz regretz“ (Text: Jean Lemaire de Belges, auf den Frieden von Calais vom 21. Dezember 1507)
  - „Qui belles amours a“ (Chanson rustique)
  - „Recordans de my signora“ (Doppelkanon Alt-Sopran und Bass-Tenor über die Melodie einer Chanson rustique)
  - „Scaramella va alla guerra“ (Volkslied)
  - „Se congié prens“ (siehe unter „Recordans de my segnora“)
  - „Si j’ay perdu mon amy“ (Chanson rustique / Ballade)
  - „Tant vous aimme Bergeronette“ (Cento aus zwei Chansons rustiques, unvollständig: Bass fehlt)
  - „Une mousse de Biscaye“ (Chanson rustique / Ballade, Kanon Alt-Sopran)
  - „Vive le roy“ (Instrumentalsatz, wohl Huldigungskomposition für König Ludwig XII.)
  - textloses Stück (nur in einer späteren deutschen Handschrift von 1820, nach David Fallows echt)
- Fünfstimmige Chansons
  - „Cueur langoreulx“ (Refrain eines Rondeau cinquain? Sopran und 5. Stimme im Kanon)
  - „Douleur me bat“ (Refrain eines Rondeau cinquain? Sopran und 5. Stimme im Kanon)
  - „Du mien amant“ (Chanson rustique, Sopran und 5. Stimme im Kanon)
  - „Faute d'argent“ (Chanson rustique, Sopran und 5. Stimme im Kanon)
  - „Incessament livré suis à martire“ (Refrain eines Rondeau cinquain? Tenor und 5. Stimme im Kanon)
  - „Je me complains“ (Chanson rustique, Sopran und 5. Stimme im Kanon)
  - „Ma bouche rit et mon cueur pleure“ zu fünf bis sechs Stimmen (Sopran der Chanson von Johannes Ockeghem; Echtheitszweifel von L. F. Bernstein)
  - „N’esse pas ung grant desplaisir“ (Chanson rustique, Tenor und 5. Stimme im Kanon)
  - „Parfons regretz“ (Refrain eines Rondeau cinquain? Bass und 5. Stimme im Kanon)
  - „Plaine de dueil“ (5. Stimme und Sopran im Kanon)
  - „Plusieurs regretz“ (Refrain eines Rondeau cinquain, Tenor und 5. Stimme im Kanon)
- Sechsstimmige Chansons
  - „Adieu mes amours“ zu sechs oder sieben Stimmen (erhalten nur Sopran, Tenor 2 und Bass 1, als Text nur Ave Maria überliefert)
  - „Fors seulement“ (nur Sopran erhalten, dieser ist identisch mit dem Sopran der betreffenden Chanson von Johannes Ockeghem)
  - „Petite camusette“ (Chanson rustique, Kanon Tenor-Alt)
  - „Pour souhaitter“ (Chanson rustique, Kanon Tenor-Sechste Stimme)
  - „Regretz sans fin“ (verkürztes Rondeau cinquain? Kanon Tenor-Sechste Stimme)
  - „Se congié prens“ (Kanon fünfte-sechste Stimme)
  - „Tenez moy en voz bras“ (Chanson rustique, Melodie im Tenor)
  - „Vous l’arez, s’il vous plaist“ (Kanon Tenor-Sechste Stimme)
  - „Vous ne l’arez pas“ (Kanon Tenor-Sechste Stimme)

### Werke mit zweifelhafter Echtheit, hypothetischer und fälschlicher Zuschreibung
- Messen mit zweifelhafter Echtheit
  - 2 Werke[2]
- Messesätze mit zweifelhafter Echtheit
  - 1 Werk[3]
- Motetten mit zweifelhafter Echtheit
  - 43 Werke[4]
- Motetten-Chansons mit zweifelhafter Echtheit
  - 2 Werke[5]
- Chansons mit zweifelhafter Echtheit
  - 17 Werke[6]
- Nichtauthentische Messen
  - 11 Werke[7]
- Nichtauthentische Messesätze
  - 5 Werke[8]
- Nichtauthentische Motetten
  - 80 Werke[9]
- Nichtauthentische Motetten-Chansons
  - 1 Werk[10]
- Nichtauthentische Chansons und Lieder
  - 26 Werke[11]
- Werke mit impliziten und hypothetischen Zuschreibungen in der Josquin-Literatur
  - 11 Werke[12]
- Verschollene und möglicherweise echte Werke
  - 9 Werke[13]
- Kontrafakturen und falsche bzw. alternative Titel
  - 52 Werke[14]